# Bundesverband Deutscher Wasserkraftwerke

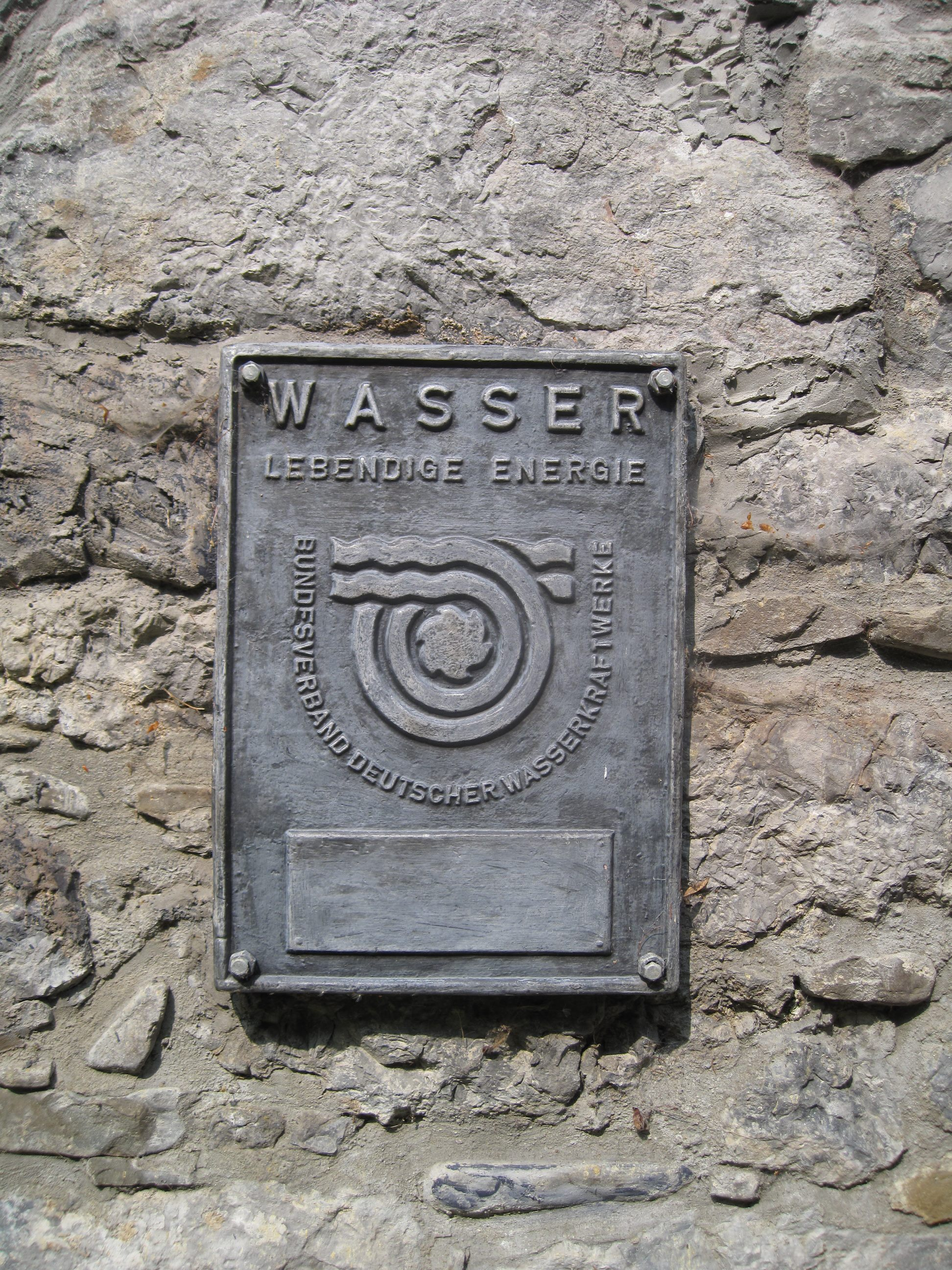
Tafel „Wasser - Lebendige Energie“ des Bundesverbandes Deutscher Wasserkraftwerke

Der Bundesverband Deutscher Wasserkraftwerke e.V. (BDW) ist ein Verein mit Sitz in Berlin.
Die 1960 gegründete Interessenvertretung der deutschen Wasserkraftwerksbetreiber unterstützt und fördert die rechtlichen, energiewirtschaftlichen, fachlichen und sonstigen relevanten Bereiche seiner Mitglieder im In- und Ausland.
Zweck des Vereins ist insbesondere die Beratung und Vertretung der Mitglieder und die Interessenvertretung in rechtlichen, energiewirtschaftlichen Bereichen.